# Notoplites cassidula
Notoplites cassidula är en mossdjursart som beskrevs av Hayward och Cook 1979. Notoplites cassidula ingår i släktet Notoplites och familjen Candidae. Inga underarter finns listade i Catalogue of Life.